# Susret čakavskih pjesnikinja otoka Hvara
Susret čakavskih pjesnikinja otoka Hvara je hrvatska književna manifestacija. 
Kao što ime govori, posvećene su pjesništvu na čakavskom narječju otoka Hvara, autorice čijih su pjesama žene.

## Dosadašnji susreti
- 2004.:

- 2005.:

- 2006.:

Najavljeno je bilo održavanje 4. kolovoza 2007. u Starom Gradu. Tema je bila Obo muoru.
Najavljene sudionice su bile: Anka Carić, Dobrila Franetović Kuzmić, Dubravka Borić, Ičica Barišić, Katica Babaja, Lidija Kosec, Marica Buratović, Marica Gamulin, Perica Hotena Marčetić, Rajka Anđelić Maslovarić, Roza Dobronić, Tatjana Radovanović i Tašenka Matulović Tabak. Za posebnog gosta je bio predviđen hrvatski pjesnik Tin Kolumbić.
- 2007.:

Održana je 8. kolovoza 2007. u Starom Gradu, u velikoj dvorani Čitovnice. Programe je vodila Dragana Lazaneo.

Sudionice su bile Marica Gamulin, Roza Dobronić, Tatjana Radovanović, Dobrila Franetović-Kuzmić, Ičica Barišić, Hotena-Perica Marčetić, Lidija Kosec, Katica Babaja, Marija Jurić i Marica Buratović.

Posebni gosti su bili Dubravka Borić iz Pučišća na Braču i Vrbanjanin Miki Bratanić.

Pored sudioničkih, čitalo se stihove pjesnica Rajke Maslovarić, Tašenke Matulović, Anke Carić i pok. Lucije Rudan.
Susreti su 2007. bili posvećeni Petru Hektoroviću, povodom 520. obljetnice njegova rođenja te temi"Živienje na škoju". 

Susret iz 2007. je dobio i zbornik, prirediteljice Marice Buratović. Likovno rješenje zbornika je dao Petar Botteri.

Zbornik je predstavio veliko ime hrvatskog čakavskog pjesništva Tin Kolumbić, a program je upotpunio nastup Milana Lakoša i starograjskih pučkih pjevača.
- 2008.:

- 2009.:

Ovo je bio 6. susret. Održan je 1. kolovoza 2009. u Hektorovićevom Tvrdalju, Starom Gradu, uz naslov "Jazik naših materih - na tragu Gracioze Lovrinčeve" (pjesnikinje iz 16. stoljeća). Nastupile su pjesnikinje otoka Hvara, Brača, Korčule i Visa. Sudionice su bile: Zbor Cordae vocale župe Sv. Duha Vrbanj, Katica Babaja, Ičica Barišić, Anela Borčić, Dubravka Borić, Marica Buratović, Anka Carić, Katija Stančić, Roza Dobronić, Marica Gamulin, Marija Jurić, Dobrila Tomičić, Katarina Gladović, Dobrila Kuzmić, Lidija Kosec, Hotena Marčetić, Rajka Maslovarić, Lucija Rudan, Katja Stančić i Tatjana Radovanović. Gosti su bili Damir Carić i pjesnik Ante Božanić Pepe. Tema je bila Štrofe sa škoja.
- 2010.:

7. susret Jazik naših materih 7 „Na tragu Gracioze Lovrinčeve“ je održan 31. srpnja 2010., u Starom Gradu. Tema je bila „Vinski puti – loza, jematva, vino“. Pored hvarskih, nastupile su bračke i korčulanske čakavske pjesnikinje. Gost je bio hrv. pjesnik Nikola Kuzmičić, rodom iz Zastražišća, a u glazbenom dijelu su se izvodile pjesme Tina Kolumbića.